# KK Zmaj od Bosne Tuzla
KK Zmaj od Bosne je košarkaški klub iz Tuzle, Bosna i Hercegovina.

## Povijest
KK Zrinski je osnovan u Tuzli poslije osamostaljenja BiH. Sjedište je na adresi XVIII. hrvatske brigade 2, Tuzla.Natjecao se u najjačoj bh. ligi od 1997. godine. U A1 ligi bili su 1997. osmi, 1998. i 1999. deveti, 2000. deseti, 2001. šesti, 2003. peti, 2004. osmi, 2005. su ispali, a 2006. su igrali u D2 ligi BiH. Klub je danas ugašen.
Zmaj od Bosne dao je bh. reprezentativca Ramiza Suljanovića.